# Hoplophthiracarus baculus
Hoplophthiracarus baculus är en kvalsterart som först beskrevs av Wojciech Niedbała 2003.  Hoplophthiracarus baculus ingår i släktet Hoplophthiracarus och familjen Phthiracaridae. Inga underarter finns listade i Catalogue of Life.